# Felsőbaka
Felsőbaka (1877-ig Felső-Prandorf, szlovákul Horný Devičany, korábban Horný Prandorf, németül Ober-Prandorf) Baka településrésze, korábban önálló falu Szlovákiában, a Nyitrai kerület Lévai járásában.

## Fekvése
Lévától 16 km-re, északkeletre fekszik.

## Története
1270-ben "Baka" néven említik először. Ősi bányásztelepülés, melynek a 15. században már állt temploma. Régen Tótbakának, vagy Felsőprandorfnak is nevezték. Lakói bányászattal és juhtenyésztéssel foglalkoztak.
Vályi András szerint "Felső tót Baka. Oberbraudorf. Elegyes lakosú tót falu Hont Vármegyében, birtokos Urai Hertzeg Eszterházy Uraság, és Báró Hellenbach, az itt való Bányáknak miveltetője, lakosai evangelikusok, fekszik Báth mellett, mellynek filiája, Pukantztól sem meszsze, nevezetes e’ hely a’ birke bárányoknak jó neveléséröl, és bányáirol, mellyböl a’ lakosok szép hasznot vesznek bé, folyó vizében kiváltképen jó ízű rákok vannak, határbéli rétteit az értzes vizek soványíttyák ugyan; de ritkán, és tsak egy kis részének ártanak, legelője elég, fája mind a’ kétféle, szőleji nevezetesek, első Osztálybéli."
Fényes Elek szerint "Baka (Tóth Felső), Ober-Prandorf, tót falu, Honth vmegyében, az elébbeni helység mellett: 30 kath., 400 evang. lak. Evang. anyatemplom. Határa sovány; bora nagyon kedveltetik, sok juhot tenyészt és bányát mivel. F. u. h. Eszterházy."
A trianoni békeszerződésig Hont vármegye Báti járásához tartozott.

## Népessége
1910-ben 388, túlnyomórészt szlovák lakosa volt.
2001-ben Baka 403 lakosából 392 szlovák volt.

## Neves személyek
- Itt született 1914. március 10-én Balassa Géza régész, történetíró.

## Nevezetességei
- Evangélikus temploma 1773-ban épült barokk-klasszicista stílusban.
- Kúriája 1890-ben épült klasszicista stílusban.

## Külső hivatkozások
- Baka Szlovákia térképén